# 克維曾城堡

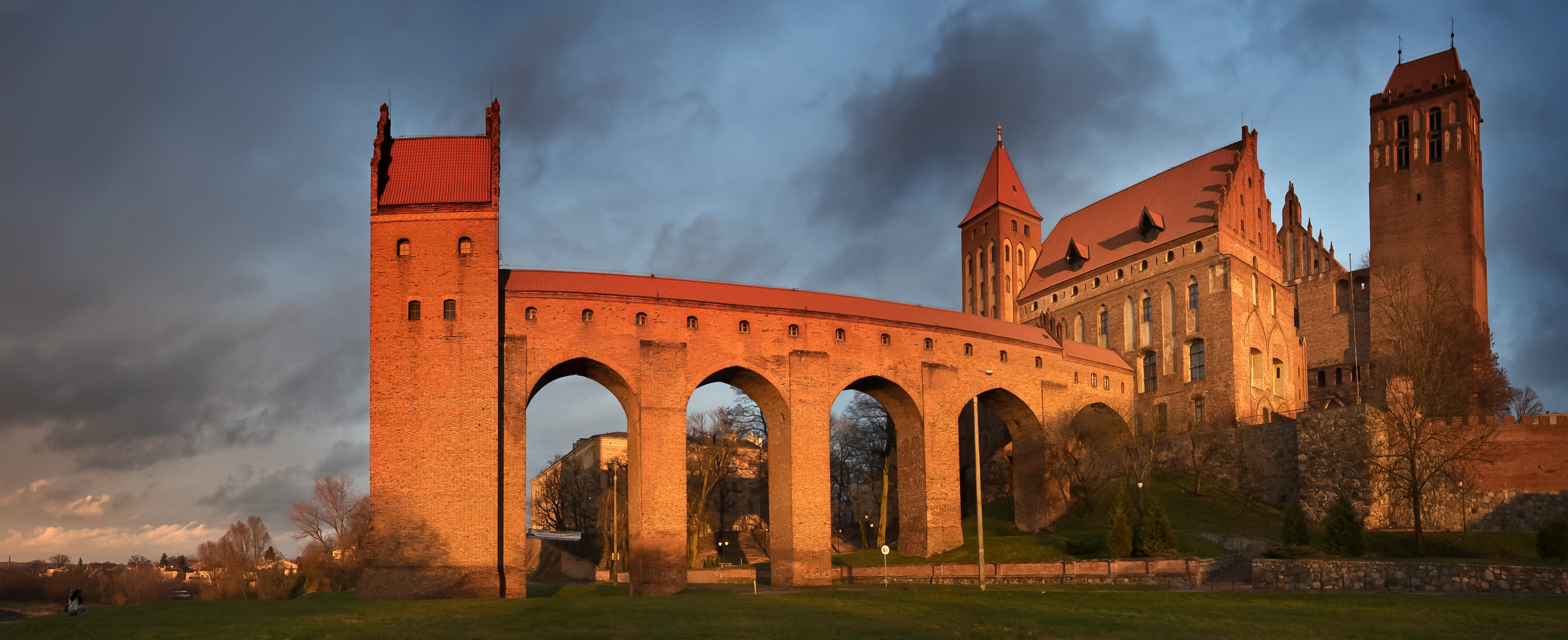
克維曾城堡

馬林韋德城堡（德語：Burg Marienwerder），也稱克維曾城堡（英語：Kwidzyn Castle）是位於波蘭城市克維曾（舊稱馬林韋德）的一座巨大的磚砌哥特式城堡建築，這座城堡也是條頓騎士團式城堡建築的範例之一。在17世紀時，瑞典人曾部分破壞該城堡。普魯士政府也在18世紀部分拆除該城堡。1855年至1875年，城堡經歷了重建。